# Садовой, Андрей Иванович
Андре́й Ива́нович Садовой, иногда Садовый (укр. Андрій Iванович Садови́й; род. 19 августа 1968, Львов, Украинская ССР, СССР) — украинский общественный и политический деятель, городской голова Львова с 25 апреля 2006 года. Основатель партии «Самопомощь». Кандидат в президенты Украины на выборах 2019 года.

## Биография
Родился 19 августа 1968 года во Львове на Украине в семье служащих.
- В 1987 году окончил Львовский техникум радиоэлектроники.
- В 1995 году окончил Львовский политехнический институт по специальности «электронные приборы».
- В 1997 году экономический факультет Львовской политехники по специальности «финансы и кредит».
- В 1999 году окончил Академию государственного управления при президенте Украины, получив степень магистра государственного управления.

## Карьера
- 1987—1989 — служба в Советской армии. Полк связи Военно-воздушных сил, который находился на территории Москвы. Специальность механик-телеграфист. Полк обслуживал дальнюю стратегическую авиацию. Завершил службу старшим сержантом[1].
- 1989—1992 — регулировщик радиоаппаратуры ПО «Львовприбор».
- 1992—1995 — заместитель директора Львовского отделения Фонда социальной адаптации молодёжи при Кабинете министров Украины.
- 1997—2001 — председатель правления «Фонда развития Львовщины».
- 1997—2005 — председатель правления ОАО «Югозападэлектросетьстрой».
- 1998—2002 — депутат Львовского городского совета.
- 2000—2002 — председатель наблюдательного Совета культурно-просветительного фонда им. Митрополита Андрея Шептицкого УГКЦ.
- 2002—2003 — директор «Института развития города», издатель журнала «Місто» («Город»).
- С 2002 года — председатель Совета ЗАО «Телерадиокомпания „Люкс“».
- С 2005 года — лидер львовского общественного объединения «Самопомощь», которое использовал в политической борьбе за должность городского головы Львова.
- В марте 2006 года избран городским головой Львова, с апреля 2006 года вступил в должность.
- В 2006 году основал новостной телеканал «24»[2].
- В 2019 году будучи кандидатом в президенты Украины снял свою кандидатуру в пользу Анатолия Гриценко[3].

Долгое время был членом партии «Наша Украина». 27 июня 2009 года, на съезде партии «Наша Украина», было принято решение об исключении его, по собственной просьбе, из состава политсовета.
Свободно владеет, помимо родного украинского, также английским, русским и польским языками.

## Деятельность на должности городского главы Львова

### 2006
В 2006 году в ходе избирательной кампании делал акцент на обещаниях установить постоянную водоподачу в город и добиться для Львова специального статуса. Вопрос получения Львовом специального статуса среди других административных единиц поднимался Андреем Садовым ещё в 2002 году, когда руководимая им инициативная группа сообщала о том, что собрала 170 тысяч подписей в пользу проведения городского референдума по этому вопросу.
В ходе реформы городского управления в 2006 году Андрей Садовый ввёл новые структурные единицы — департаменты, которые освободили от решения оперативных задач и от контроля за их выполнением. Новая система управления стала более децентрализованной по сравнению со старой.

### 2007
В феврале 2007 года во время визита во Львов премьер-министр Украины Юлия Тимошенко добивалась снижения коммунальных тарифов на отопление в городе, однако Садовый, как городской голова, категорически отказал ей в этом требовании.

### 2008
В апреле 2008 года Андрей Садовый выступил с предложением возобновить на Украине магдебургское право.
В апреле 2008 года, во время митинга его противников, Андрей Садовый с балкона львовской ратуши показал протестующим против его деятельности горожанам средний палец. Участники акции обвиняли Андрея Садового во взяточничестве, в необоснованном повышении коммунальных тарифов и стоимости проезда, провале подготовки к Чемпионату Европы по футболу 2012 года, разбазаривании земли. Однако в том же апреле Андрей Садовый стал сопредседателем (с украинской стороны) Совета городов Евро-2012 на 2008 год.
В 2008 году Андрей Садовый распорядился ежемесячно доплачивать из городского бюджета к пенсии по 400 гривен (в то время — около $85) бывшим участникам и инвалидам Украинской повстанческой армии.
Львовские городские власти заявили о решении трёх, по их мнению, стратегически важных для города задач: налаживании 18-часового водоснабжения для жителей большинства районов; завершении ремонта 306 городских дорог на сумму 112 млн грн.; открытии на Лычаковском кладбище мемориала УПА.
К концу 2008 года Андрей Садовый потерял поддержку в городском совете и обратился к президенту В. Ющенко с просьбой о проведении внеочередных выборов во Львовский городской совет, на пост городского головы города (одновременно с возможными внеочередными парламентскими выборами). Против Садового выступили крупнейшие фракции горсовета — «Наша Украина» и «Блок Юлии Тимошенко». Своих оппонентов Садовый обвинил в намерении устранить городского голову и «начать глобальный грабёж города, масштабный „дерибан“ городской земли и коммунального имущества».
Журнал «Фокус» включил Садового в «список наиболее влиятельных украинцев» под номером 144.

### 2009
27 июня 2009 года съезд «Нашей Украины» исключил Садового из состава политсовета по собственному желанию.
Галицкий районный суд обязал Садового опровергнуть ложные высказывания по поводу сотрудников газеты Львовского городского совета «Ратуша», а поскольку Садовый не выполнил решение суда, то суд затем его оштрафовал на 500 гривен.

### 2010
24 ноября 2010 года Андрей Садовый обратился с протестом к городскому голове Харькова Геннадию Кернесу в связи с грубым и публичным уничтожением в Харькове памятной доски Патриарху УГКЦ Иосифу Слипому.

### 2011
В октябре 2011 года один из депутатов горсовета публично обвинил Садового в организации бандитских нападений на львовских предпринимателей. В этом же месяце Садовый выступил с предложением сократить количество депутатов горсовета с 90 до 9. Горсовет оценил работу львовского исполкома неудовлетворительной и распустил его, а после вето городского головы, преодолел это вето и подтвердил ранее принятое решение, и окончательно распустил подконтрольный городскому голове исполнительный комитет.
3 ноября 2011 года Садовый потребовал от подчинённых проверить информацию о наличии вывесок на русском языке и законность их размещения (по запросу депутата от фракции «Свобода»).

## Инциденты и скандалы
25 июля 2014 года около 23:30 неизвестные злоумышленники обстреляли из противотанкового гранатомёта «Муха» дом городского головы Львова А. Садового на ул. Стрелецкой. После этого обстрела по решению суда у дома семьи Садовых установлен круглосуточный пункт Государственной службы охраны.
26 декабря 2014 года около 21:00 дом А. Садового на ул. Стрелецкой вновь был обстрелян из противотанкового гранатомёта «Муха». В результате обстрела пострадавших нет. В момент обстрела Андрей Садовый с семьёй находились на лыжном курорте «Буковель» в Карпатах. Дом сильно пострадал — выбиты окна и двери, частично повреждена одна стена. Садовый заявил, что не получал угроз (от оставшимися неизвестными злоумышленников) ни во время первого обстрела его дома, ни сейчас. После предыдущего обстрела городской голова потратил на ремонт дома 80 тысяч гривен. При этом голова Львова заявил, что не намерен покидать этот дом, потому что ему негде жить. 14 января 2015 года правоохранительные органы создали межведомственную группу для расследования факта обстрела из гранатомёта дома головы Львова Андрея Садового. Досудебное расследование проводит Управление Службы безопасности Украины во Львовской области. Расследование ведётся по ч. 2 ст. 258 (террористический акт).
29 октября 2015 года около 22:50 во двор дома, в котором проживает А. Садовый с семьёй, бросили гранату. На момент взрыва Садовый и члены семьи находились в доме. В результате взрыва никто не пострадал, разрушений дома нет. Взрывом гранаты был повреждён силовой кабель. Сотрудниками милиции, несущими охрану дома городского головы, злоумышленник был задержан. Задержанный назвался бойцом батальона «Айдар» Александром Гживинским. Правоохранители изъяли у задержанного тротил и три ручных гранаты РГД. Сам Андрей Садовый предположил у злоумышленника психологический срыв. Также Садовый сообщил, что ему поступали угрозы, однако о личности угрожавшего сообщить отказался, сославшись на тайну следствия.
На протяжении длительного периода времени Садовый не в состоянии разрешить львовский мусорный кризис, в связи с чем периодически звучат требования его отставки.
Часто бывает критикуем националистами за частое и свободное общение на русском языке.

## Предпринимательская деятельность
Андрей Садовый владел около 20 % предприятия «Югзападэлектросетьстрой», владеет несколькими предприятиями, контролируемыми через компанию «Галицкие инвестиции».
Его медиаресурсы ранее включали газету «Поступ», после закрытия которой осталась телерадиокомпания «Люкс» (одна из популярнейших ФМ-станций города).
По оценкам журнала «Комментарии», состояние Андрея Садового в 2009 году составляло 10 млн долларов США.

## Семья
Женат на Катерине Кот (в прошлом — директор полиграфической фирмы) с 2001 года, воспитывает пятерых сыновей (Иван-Павел, Тадей-Лука, Михаил, Иосиф, Антоний).
Катерина Кот-Садовая владеет 76,7 % акций телеканала «24» и является владелицей телеканала.
Проживает в престижном районе Новый Свет (на ул. С. Рудницкого).